# 禹熙俊
禹熙俊（1994年1月11日—），釜山人，韩国女子卡巴迪运动员、解说员，2019年韩国小姐（善），掌握汉语、英语，韩国旅游发展局录取的第一位高中毕业生，致力于推广卡巴迪运动，毕业于蔚山大学。

## 生平
2009年，初中三年级时接触到竞技啦啦队。2011年，随韩国队参加在香港举行的世界啦啦操锦标赛。曾留学于美国明尼苏达州普林斯顿高中，并在此训练跨栏。高中毕业后，曾被延世大学未来校区录取，但其选择在韩国旅游发展局工作，担任了六个月的口译员，成为韩国旅游发展局录取的第一位高中毕业生。辞去口译员的工作后，2013年前往印度旅行，并在旅行中与卡巴迪结缘。2015年，加入韩国女子卡巴迪国家队。2016年，随队在釜山举行的第四届亚洲女子卡巴迪锦标赛上获得金牌。同年，进入蔚山大学学习。2018年，以韩国卡巴迪队队员身份雅加达亚运会，并随队获得亚运会第五名的历史最好成绩。2019年，因大学同学的劝说下报名了韩国小姐选美大赛，最终夺得了“善”小姐称号。随后，代表韩国参加地球小姐选美。2020年，被任命为韩国候补军官学生军事训练团第59期军官。2021年，加入维和部队，以翻译官身份前往黎巴嫩工作。2023年，随队参加杭州亚运会。

## 家庭
父亲是一名警察；祖父曾是一名跆拳道运动员。